# Aphrodisium mulleri
Aphrodisium mulleri är en skalbaggsart som beskrevs av Friedrich F. Tippmann 1955. Aphrodisium mulleri ingår i släktet Aphrodisium och familjen långhorningar. Inga underarter finns listade i Catalogue of Life.